# Le Monde sans soleil
Le Monde sans soleil é um filme-documentário ítalo-francês de 1964 dirigido e escrito por Jacques-Yves Cousteau e James Dugan. Venceu o Oscar de melhor documentário de longa-metragem na edição de 1965.